# Гарфилд (Минесота)
Гарфилд (енгл. Garfield) град је у америчкој савезној држави Минесота.

## Демографија
По попису из 2010. године број становника је 354, што је 73 (26,0%) становника више него 2000. године.
| Група             | 2000.       | 2010.       |
| Белци             | 275 (97,9%) | 340 (96,0%) |
| Афроамериканци    | 0 (0,0%)    | 1 (0,3%)    |
| Азијати           | 1 (0,4%)    | 0 (0,0%)    |
| Хиспаноамериканци | 0 (0,0%)    | 3 (0,8%)    |
| Укупно            | 281         | 354         |